# New Horse for the White House
New Horse for the White House ist ein Musikalbum der Formation Territory Band 5 um Ken Vandermark. Die im Herbst 2005 überwiegend im Studio in Osnabrück, teilweise auch live auf den Donaueschinger Musiktagen entstandenen Aufnahmen erschienen Anfang 2006 auf Okka Disk.

## Hintergrund
Ken Vandermark wurde vom Südwestrundfunk-Redakteur Reinhard Kager mit seiner Territory Band zur NowJazz-Session der Donaueschinger Musiktage eingeladen und mit bei diesem Ereignis aufzuführenden Kompositionen beauftragt. Dabei wurde er in bewussten Kontrast zum Quartett von Otomo Yoshihide gesetzt, das am Tag vorher auftrat: „Den Gegensatz zwischen den beiden Gruppen könnte man oberflächlich auf das Gegensatzpaar laut und leise reduzieren.“ Doch handelte es sich um zwei ästhetisch kaum unvereinbare Positionen: Während Vandermark sein musikalisches Umfeld in der hochenergetischen Free-Jazz-Szene Chicagos fand, wurde Yoshihide als Vertreter des extremen Reduktionismus angekündigt.
Vandermark verknüpft mit seiner Territory Band die Konzepte des Jazz und der europäischen Musik mit komponierter und improvisierter Musik, notierte Mark Corroto. Die Territory Band wurde zu Beginn dieses neuen Jahrhunderts gegründet und vereint Vandermarks treue Chicagoer Musiker – Jim Baker, Dave Rempis, Kent Kessler und Fred Lonberg-Holm – mit seinen häufigen Kollaborateuren aus Europa. Zur Band gehörten die Blechbläser Johannes Bauer (Posaune), Axel Dörner (Trompete) und Per-Åke Holmlander (Tuba), die Holzbläser Fredrik Ljungkvist (Tenorsaxophon, Klarinette), Dave Rempis (Alt- und Tenorsaxophon) und Ken Vandermark (Baritonsaxophon, Klarinette, Bassklarinette), der Pianist Jim Baker, Kent Kessler am Bass und Fred Lonberg-Holm am Cello und der Live-Elektroniker Lasse Marhaug sowie die Perkussionisten Paul Lytton und Paal Nilssen-Love.
Die CDs 1 und 2 und wurden am 18. und 19. Oktober 2005 im Studio von fattoria musica in Osnabrück, die CD 3 live am 15. Oktober 2005 auf den Donaueschinger Musiktagen vom SWR aufgenommen.

## Titelliste
- Territory Band-5: New Horse For The White House (Okka Disk OD12080)[2]

CD 1
1. Fall with a Vengance 20:13
2. Untitled Fiction 18:05

CD 2
1. Corrosion 16:43
2. Cards 25:30

CD 3
1. Fall with a Vengance 17:35
2. Untitled Fiction 16:15
3. Corrosion 17:40
4. Cards 24:39

Die Kompositionen stammen von Ken Vandermark.

## Rezeption

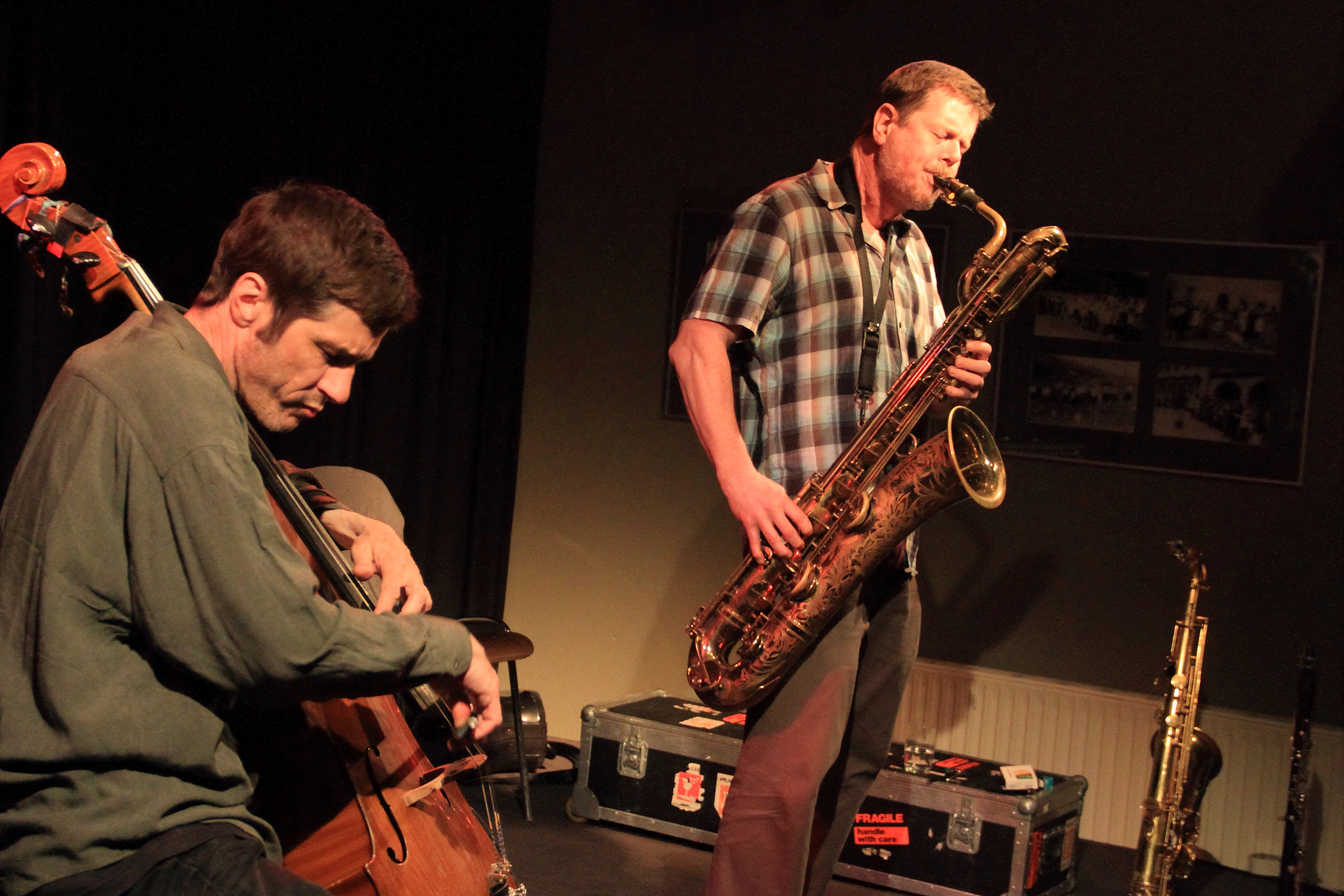
Fred Lonberg-Holm (Cello) und Ken Vandermark bei einem Konzert im Club W71, Weikersheim 2015.

Nach Ansicht von Mark Corroto, der das Album in All About Jazz rezensierte, hat sich zwar die Besetzung im Laufe der Jahre leicht verändert, aber diese Band habe lange Kompositionen und ausgedehnte Improvisationsstücke geschaffen, die zusammen ein Gefühl von Erhabenheit vermittelten. Trotzdem macht diese Band weiterhin anspruchsvolle, aber dennoch auf vielen Ebenen gut hörbare Musik. Die drei CDs „New Horse for the White House“ sind ihre fünfte Veröffentlichung und wie bei „Map Theory“ (Okka Disk) aus dem Jahr 2004, wo sie zwei Versionen eines Stücks herausbrachten, bietet uns die Band sowohl eine Studioversion als auch eine Live-Aufnahme jedes Stücks, um die Beziehung zwischen Komposition und Improvisation vergleichen und verstehen zu können.
Was den Autor an dieser Musik anfangs angezogen hat, sei die Arbeitsteilung in Vandermarks Kompositionen. Jedes Mitglied sei getrennt und unabhängig von jedem anderen Spieler zu hören. Die Dichte der Musik (und Ideen) wirke nie gedrängt. Jedes Stück ermögliche es dem Zuhörer, einem bestimmten Spieler oder einer bestimmten Idee zu folgen, und die Kompositionen böten aufgrund ihrer Länge viel Raum für Soli. Vandermark habe den Modus Thema-Solo-Thema zugunsten eines anspruchsvolleren Ansatzes immer gemieden. Hier werde die Musik mit geschriebenen Passagen als Wegweiser zusammengeführt, die die Musik organisieren, aber dies seien die weniger strukturierten und improvisierten Teile. Zu den Höhepunkten gehören nach Ansicht Corrotos die raffinierte Elektronik von Lasse Marhaug und die Manipulationen des Trompeters Axel Dörner. Der Saxophonist Dave Rempis glänze hier weiterhin (wie er es auch mit seinen eigenen Bands tue), und Jeb Bishops Posaunenplatz werde gut von Johannes Bauer besetzt.
Hans Kumpf, der das Konzert in Donaueschingen 2005 besuchte, stellte fest, dass dort Hinweisen in der Ankündigung zum Trotz ausgiebig mit Stille gearbeitet wurde. Sorgfältig hätte Ken Vandermark vier Stücke konzipiert, diese mit seinem internationalen Ensemble gewissenhaft einstudiert und diszipliniert interpretiert. Eruptive Ausbrüche (wie bei Johannes Bauer) wären dabei allerdings erlaubt gewesen. „Ansonsten passierte zwischen punktuellen Strukturen, Swing-Reminiszenzen und Cluster-Ballungen bei den Soli nicht enorm Bemerkenswertes.“ Leider zu sehr im Hintergrund sei Paul Lytton geblieben, der sich in Donaueschingen bereits 1972 und 2003 bewährt hätte. Vandermark habe für das 13-köpfige Ensemble „eine Musik mit Kraft und Saft – aber auch mit Hirn und Verstand“ geschrieben, was so gut gewesen sei. „Aber kein phänomenales Ereignis.“